# Prix Max et Moritz
Pour les articles homonymes, voir Max und Moritz (homonymie).

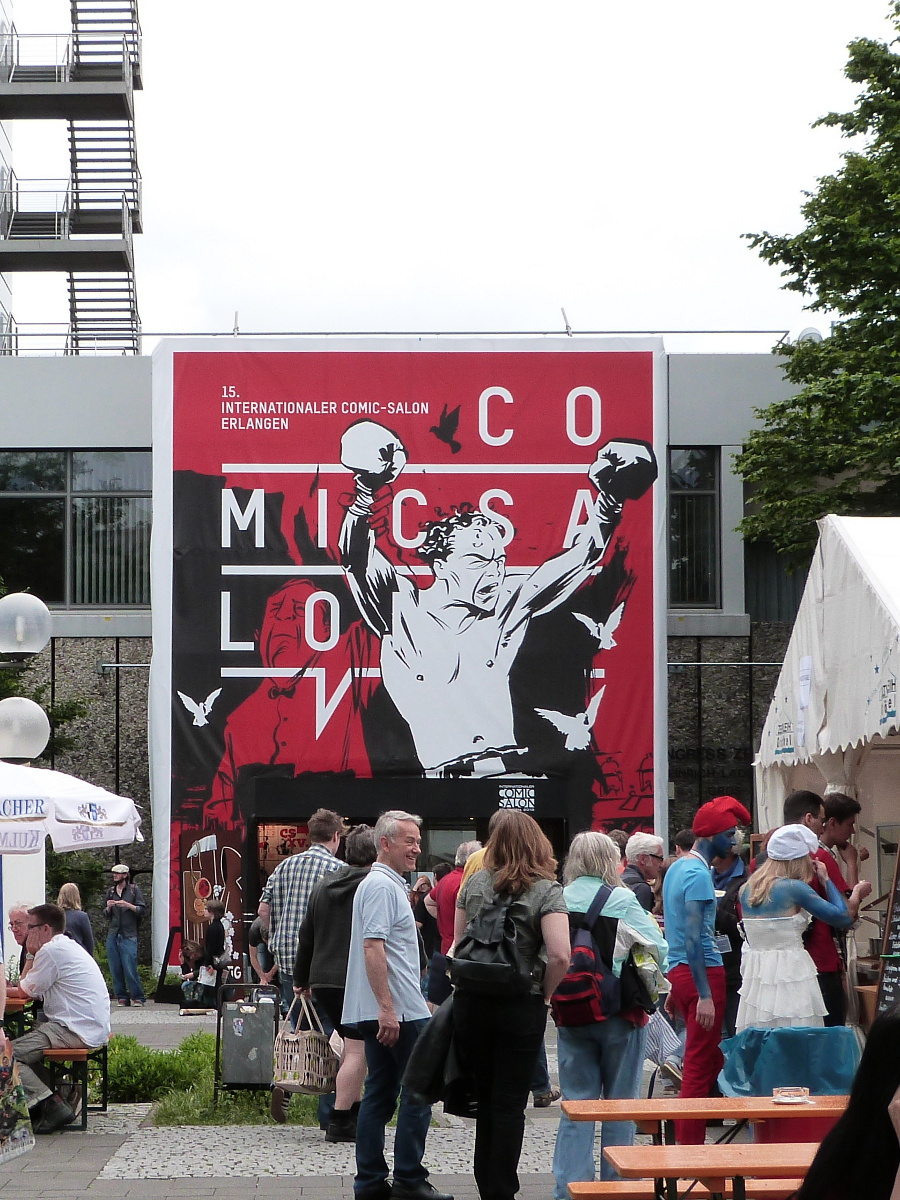
Le salon de bande dessinée d'Erlangen, dans lequel a lieu les remises des prix.

Les prix Max et Moritz (Max und Moritz Preis) sont des prix de bande dessinée allemands biannuels remis depuis 1984 dans le théâtre des Margraves (de) lors du festival d'Erlangen. Leur nom provient de Max und Moritz, histoire illustrée de Wilhelm Busch publiée en 1865 et considérée comme la première proto-bande dessinée allemande.
Ces prix, les plus anciens et prestigieux du monde germanophone, récompensent des auteurs, éditeurs et personnalités liés à la bande dessinée allemande et internationale. Parmi ces derniers, on peut citer le prix Max et Moritz du meilleur auteur germanophone de bande dessinée.

## Lauréats

### Meilleur auteur germanophone de bande dessinée
Nommé « Bester deutschsprachiger Comic-Künstler » en allemand, ce prix est remis depuis la création du festival. Il est actuellement doté de 5 000 €.
| Année | Auteur               | Pays | Dates     |
| ----- | -------------------- | ---- | --------- |
| 1984  | Chris Scheuer        |      | 1952-     |
| 1986  | Matthias Schultheiss |      | 1946-     |
| 1988  | Franziska Becker     |      | 1949-     |
| 1990  | Gerhard Seyfried     |      | 1948-     |
| 1992  | Ralf König           |      | 1960-     |
| 1993  | Walter Moers         |      | 1957-     |
| 1994  | Hendrik Dorgathen    |      | 1957-     |
| 1996  | Thomas Ott           |      | 1966-     |
| 1998  | Bernd Pfarr          |      | 1958-2004 |
| 2000  | Martin Tom Dieck     |      | 1963-     |
| 2002  | Peter Puck           |      | 1960-     |
| 2004  | Ulf K.               |      | 1969-     |
| 2006  | Volker Reiche        |      | 1944-     |
| 2008  | Anke Feuchtenberger  |      | 1963-     |
| 2010  | Nicolas Mahler       |      | 1969-     |
| 2012  | Isabel Kreitz        |      | 1967-     |
| 2014  | Ulli Lust            |      | 1967-     |
| 2016  | Barbara Yelin        |      | 1977-     |
| 2018  | Reinhard Kleist      |      | 1970-     |
| 2020  | Anna Haifisch (de)   |      | 1986-     |
| 2022  | Birgit Weyhe         |      | 1969-     |
| 2024  | Anna Sommer          |      | 1968-     |

### Meilleur comic strip germanophone
Ce prix qui récompense un comic strip est remis de la création du festival à 2020. En 2000 et 2002, les comic strips créés en allemand (« A ») ont été distingués des comic strips traduits (« I »).
- « Bester internationaler Comic-Strip » de 1984 à 1992
- « Bester Comic-Strip oder Cartoon-Serie » de 1993 à 2002
- « Bester Comic-Strip » de 2004 à 2012
- « Bester deutschsprachiger Comic-Strip » de 2014 à 2020

| Année    | Titre français ou original (titre allemand)                 | Auteur                                         | Pays |
| -------- | ----------------------------------------------------------- | ---------------------------------------------- | ---- |
| 1984     | Hägar Dünor (Hägar)                                         | Dik Browne                                     |      |
| 1986     | Animal Crackers (Im Lande Löwenzahn)                        | Rog Bollen                                     |      |
| 1988     | Mafalda                                                     | Quino                                          |      |
| 1990     | Calvin et Hobbes (Calvin und Hobbes)                        | Bill Watterson                                 |      |
| 1992     | B.C. (Neander aus dem Tal)                                  | Johnny Hart                                    |      |
| 1993     | The Far Side                                                | Gary Larson                                    |      |
| 1994     | Rockets Passing Overhead (Die Memoiren von Captain J. Star) | Steven Appleby                                 |      |
| 1996     | Mutts                                                       | Patrick McDonnell                              |      |
| 1998     | Dilbert                                                     | Scott Adams                                    |      |
| 2000 (I) | Zits                                                        | Jerry Scott (scénario) et Jim Borgman (dessin) |      |
| 2000 (A) | Touché                                                      | Thomas Körner                                  |      |
| 2002 (I) | Psycho Park                                                 | Frank Cho                                      |      |
| 2002 (A) | Perscheids Abgründe                                         | Martin Perscheid                               |      |
| 2004     | Strizz                                                      | Volker Reiche                                  |      |
| 2006     | Doonesbury                                                  | Garry Trudeau                                  |      |
| 2008     | Flaschko                                                    | Nicolas Mahler                                 |      |
| 2010     | Prototype (Prototyp) et Archétype (Archetyp)                | Ralf König                                     |      |
| 2012     | Schöne Töchter                                              | Flix                                           |      |
| 2014     | Totes Meer                                                  | 18 Metzger                                     |      |
| 2016     | Das Hochhaus : 102 Etagen Leben                             | Katharina Greve                                |      |
| 2018     | Das Leben is kein Ponyhof                                   | Sarah Burrini                                  |      |
| 2020     | Busengewunder                                               | Lisa Frübeis                                   |      |

### Meilleure publication de bande dessinée en allemand
Nommé « Beste deutschsprachige Comic-Publikation » en allemand, ce prix a récompensé des albums, des revues ou des éditions de 1984 à 1992. À partir de 1993, différentes sous-catégories sont apparues, devenues à partir de 2012 des prix à part entière, entraînant la disparition de celui-ci. Pour les sous-catégorie de la meilleure publication allemande, internationale, pour enfants et de littérature secondaire, voir les catégories en question.
| Année | Titre ou collection récompensé                                                 | Lauréat                                        | Pays                  | Maison d'édition       |
| ----- | ------------------------------------------------------------------------------ | ---------------------------------------------- | --------------------- | ---------------------- |
| 1984  | « Edition Comic Art » (collection)                                             | Carlsen                                        |                       | Carlsen                |
| 1986  | Macao. Internationale Comics (revue)                                           | Macao. Internationale Comics (revue)           | Macao Books Wuppertal |                        |
| 1986  | Strapazin (revue)                                                              | Strapazin (revue)                              |                       | Strapazin              |
| 1986  | Cœurs de sable (Verwüstete Herzen)                                             | Loustal (dessin) et Philippe Paringaux (texte) |                       | Schreiber & Leser (de) |
| 1986  | Pierre et le Loup (Peter und der Wolf)                                         | Jörg Müller (dessin) et Loriot                 | /                     | Sauerländer (de)       |
| 1988  | À la recherche de Peter Pan (Auf der Suche nach Peter Pan)                     | Cosey                                          |                       | Carlsen                |
| 1990  | Quotidien délirant (Der tägliche Wahn)                                         | Miguelanxo Prado                               |                       | Ehapa                  |
| 1990  | Watchmen                                                                       | Dave Gibbons (dessin) et Alan Moore (scénario) |                       | Carlsen                |
| 1990  | Traduction d'albums de Tardi                                                   | Edition Moderne                                |                       | Edition Moderne        |
| 1990  | Boxer (revue)                                                                  | Boxer (revue)                                  |                       | Kunst der Comics       |
| 1992  | Peter Pan                                                                      | Régis Loisel                                   |                       | Ehapa                  |
| 1992  | Théodore Poussin (Theodor Pussel)                                              | Frank Le Gall                                  | Carlsen               |                        |
| 1992  | Les Pionniers de l'aventure humaine (Die Pioniere des menschlichen Abenteuers) | François Boucq                                 | Alpha Comic (de)      |                        |
| 1992  | « Die Bibliothek der großen Comic-Klassiker » (collection)                     | Carlsen                                        |                       | Carlsen                |
| 1992  | Feux (Feuer)                                                                   | Lorenzo Mattotti                               |                       | Kunst der Comics       |

Autres prix remis en 1993
| Catégorie      | Titre (titre allemand)               | Auteur(s)        | Pays | Maison d'édition |
| -------------- | ------------------------------------ | ---------------- | ---- | ---------------- |
| Humour (Humor) | Myrtil Fauvette (Myrtil Mistelzweig) | Riff Reb's       |      | Feest Comics     |
| Fanzine        | Artige Zeiten                        | Andreas Michalke |      | Auto-édition     |

### Prix spécial du jury
Ce prix, nommé « Spezialpreis der Jury » en allemand, récompense un acteur du milieu de la bande dessinée ou un proche du festival pour une publication ou l'ensemble de ses réalisations.
| Année | Lauréat                                               | Pays                                                                          | Raison de la récompense                                                                            | (Maison d'édition)        |
| ----- | ----------------------------------------------------- | ----------------------------------------------------------------------------- | -------------------------------------------------------------------------------------------------- | ------------------------- |
| 1990  | Art Spiegelman                                        |                                                                               | Pour son histoire sur l'Holocauste Maus                                                            | Rowohlt                   |
| 1994  | Eckart Sackmann                                       |                                                                               | Mecki : Einer für alle                                                                             | comicplus+                |
| 1996  | Dietmar Hahlweg (de)                                  | Maire d'Erlangen de 1972 à 1996                                               | |                           |
| 1998  | François Schuiten (dessin) et Benoît Peeters (textes) |                                                                               | Pour Le Guide des Cités (Führer durch die geheimnisvollen Städte)                                  | Ehapa                     |
| 2000  | Shane Simmons                                         |                                                                               | Pour The Long and Unlearned Life of Roland Gethers (Das lange ungelernte Leben des Roland Gethers) | Maro                      |
| 2002  | Karl Manfred Fischer                                  |                                                                               | Créateur du festival de bande dessinée d'Erlangen                                                  |                           |
| 2004  | André Juillard                                        |                                                                               | Pour 36 vues de la Tour Eiffel (36 Ansichten des Eiffelturms)                                      | Salleck Publications (de) |
| 2006  | Ralf König                                            |                                                                               | Pour sa prise de position artistique concernant la controverse autour des caricatures de Mahomet   |                           |
| 2008  | Hannes Hegen                                          | Pour leur apport à la bande dessinée de langue allemande                      | |                           |
| 2008  | Hansrudi Wäscher                                      | Pour leur apport à la bande dessinée de langue allemande                      | |                           |
| 2010  | Carlsen                                               | Pour son édition d’Un pacte avec Dieu (Ein Vertrag mit Gott) de Will Eisner   | Carlsen                                                                                            |                           |
| 2010  | Salleck Publications (de)                             | Pour son édition des Archives du Spirit (Die Spirit Archive) de Will Eisner   | Salleck Publication                                                                                |                           |
| 2012  | Rossi Schreiber                                       | Pour son rôle pionnier et sa grande aventure comme éditrice de bande dessinée | |                           |
| 2014  | Tina Hohl et Heinrich Anders                          | Pour leur traduction de Jimmy Corrigan, de Chris Ware                         | Reprodukt                                                                                          |                           |
| 2016  | Luz                                                   |                                                                               | Catharsis                                                                                          | S. Fischer Verlag         |
| 2016  | avant-verlag                                          |                                                                               | Pour son mérite concernant la préservation de l'héritage culturel                                  |                           |
| 2018  | Paul Derouet (de)                                     |                                                                               | Pour son rôle dans la diffusion de la bande dessinée allemande en France                           |                           |
| 2020  | David Basler                                          |                                                                               | Pour avoir créé et animé Edition Moderne                                                           |                           |
| 2022  | Alexander Braun (de)                                  |                                                                               | Pour ses livres et ses expositions sur la bande dessinée et son histoire.                          |                           |
| 2024  | Barbara Yelin                                         |                                                                               | |                           |

### Prix exceptionnel pour une œuvre remarquable
Nommé « Sonderpreis für ein herausragendes Lebenswerk » en allemand, ce prix en remis à un auteur pour l'ensemble de son œuvre depuis 1992.
| Année | Auteur               | Pays      | Dates     |
| ----- | -------------------- | --------- | --------- |
| 1992  | Alberto Breccia      |           | 1919-1993 |
| 1993  | Carl Barks           |           | 1901-2000 |
| 1994  | Will Eisner          |           | 1917-2005 |
| 1996  | André Franquin       |           | 1924-1997 |
| 1998  | Robert Crumb         |           | 1943-     |
| 2000  | Jean Giraud          |           | 1938-2012 |
| 2002  | José Muñoz           |           | 1942-     |
| 2004  | Albert Uderzo        |           | 1927-2020 |
| 2006  | Jacques Tardi        |           | 1946-     |
| 2008  | Alan Moore           |           | 1953-     |
| 2010  | Pierre Christin      |           | 1938-2024 |
| 2012  | Lorenzo Mattotti     |           | 1954-     |
| 2014  | Ralf König           |           | 1960-     |
| 2016  | Claire Bretécher     |           | 1940-2021 |
| 2018  | Jean-Claude Mézières | 1938-2022 |           |
| 2020  | Anke Feuchtenberger  |           | 1963-     |
| 2022  | Naoki Urasawa        |           | 1960-     |
| 2024  | Joann Sfar           |           | 1971-     |

### Meilleure bande dessinée de langue allemande
Ce prix récompense une bande dessinée originellement publiée en allemand. De 1993 à 2010 il constitua la catégorie « production locale » (Eigenproduktion) du prix de la meilleure publication de bande dessinée. Depuis 2012, c'est un prix à part entière dénommé « Bester deutschsprachiger Comic ».
| Année | Titre (titre allemand)                                                                     | Auteur(s)        | Pays                               | Maison d'édition |
| ----- | ------------------------------------------------------------------------------------------ | ---------------- | ---------------------------------- | ---------------- |
| 1993  | Es ist ein Arschloch, Maria!                                                               | Walter Moers     |                                    | Eichborn         |
| 1994  | L'Innocent Passager (Der unschuldige Passagier)                                            | Martin tom Dieck | Arbeitskreis Stadtzeichner Alsfeld |                  |
| 1996  | Les Rats dans les murs et autres nouvelles d'après H.P. Lovecraft (Lovecraft)              | Reinhard Kleist  | Ehapa                              |                  |
| 1996  | Les Rats dans les murs et autres nouvelles d'après H.P. Lovecraft (Lovecraft)              | Roland Hueve     | Ehapa                              |                  |
| 1998  | Wüttner                                                                                    | Haimo Kinzler    | Zwerchfell (de)                    |                  |
| 2000  | Geteilter Traum                                                                            | Daniel Bosshart  |                                    | Edition Moderne  |
| 2002  | 100 Meisterwerke der Weltliteratur                                                         | Moga Mobo        |                                    | Moga Mobo        |
| 2004  | Héros (Held)                                                                               | Flix             | Carlsen                            |                  |
| 2004  | Leviathan                                                                                  | Jens Harder      | Éditions de l'An 2                 |                  |
| 2006  | Das Unbehagen                                                                              | Nicolas Mahler   |                                    | Edition Moderne  |
| 2008  | Johnny Cash                                                                                | Reinhard Kleist  |                                    | Carlsen          |
| 2010  | Alpha. Directions                                                                          | Jens Harder      |                                    | Carlsen          |
| 2012  | Dans les glaces (Packeis)                                                                  | Simon Schwartz   | avant-verlag                       |                  |
| 2014  | Kinderland                                                                                 | Mawil            | Reprodukt                          |                  |
| 2016  | Madgermanes                                                                                | Birgit Weyhe     | avant-verlag                       |                  |
| 2018  | Alors que j’essayais d’être quelqu’un de bien (Wie ich versuchte ein guter Mensch zu sein) | Ulli Lust        |                                    | Suhrkamp         |
| 2020  | Apprendre à Tomber (Der Umfall)                                                            | Mikaël Ross      |                                    | avant-verlag     |
| 2022  | Work-Life Balance                                                                          | Aisha Franz      |                                    | Reprodukt        |
| 2024  | Fürchten lernen                                                                            | Nando von Arb    |                                    | Edition Moderne  |

### Meilleure bande dessinée internationale
Ce prix récompense une bande dessinée traduite en allemand. De 1993 à 2010, il constitua la catégorie « Import » du prix de la meilleure publication de bande dessinée. Depuis 2012, c'est un prix à part entière dénommé « Bester internationaler Comic ». En 2006 et 2008, une catégorie « Japon » a été distinguée.
| Année    | Titre (titre allemand)                                               | Auteur(s)                                  | Pays            | Maison d'édition  |
| -------- | -------------------------------------------------------------------- | ------------------------------------------ | --------------- | ----------------- |
| 1993     | L'Homme à la fenêtre (Der Mann am Fenster)                           | Lorenzo Mattotti (d) et Lilia Ambrosi (s)  |                 | Kunst der Comics  |
| 1994     | Foligatto                                                            | Nicolas de Crécy (d) et Alexios Tjoyas (s) |                 | Ehapa             |
| 1994     | Jeux pour mourir (Tödliche Spiele)                                   | Jacques Tardi                              | Edition Moderne |                   |
| 1994     | Red Road (Red Road. Land der Büffel)                                 | Derib                                      |                 | Carlsen           |
| 1996     | Saint-Exupéry. Le Dernier Vol (Saint Exupéry. Sein letzter Flug)     | Hugo Pratt                                 |                 | Ehapa             |
| 1996     | Zoo                                                                  | Frank Pé (d) et Philippe Bonifay (s)       |                 | Splitter          |
| 1998     | Paul Auster : Cité de verre (Paul Austers Stadt aus Glas)            | David Mazzucchelli (d) et Paul Karasik (s) |                 | Rowohlt           |
| 2000     | Approximativement (Approximate Continuum Comics)                     | Lewis Trondheim                            |                 | Reprodukt         |
| 2002     | Fille perdue (Lost Girl)                                             | Nabiel Kanan                               |                 | Lost Comix        |
| 2004     | Persepolis                                                           | Marjane Satrapi                            |                 | Edition Moderne   |
| 2006 (I) | Les Innocents (Die Unschuldigen)                                     | Gipi                                       |                 | avant-verlag      |
| 2006 (J) | Gen d'Hiroshima (Barfuß durch Hiroshima)                             | Keiji Nakazawa                             |                 | Carlsen           |
| 2008 (I) | L'Ascension du Haut Mal (Die heilige Krankheit)                      | David B.                                   |                 | Edition Moderne   |
| 2008 (J) | Quartier lointain (Vertraute Fremde)                                 | Jirō Taniguchi                             |                 | Carlsen           |
| 2010     | Pinocchio                                                            | Winshluss                                  |                 | avant-verlag      |
| 2012     | Gaza 1956, en marge de l'histoire (Gaza)                             | Joe Sacco                                  |                 | Edition Moderne   |
| 2014     | Billy Bat                                                            | Naoki Urasawa (d) et Takashi Nagasaki (s)  |                 | Carlsen           |
| 2016     | Cet été-là (Ein Sommer am See)                                       | Jillian Tamaki (d) et Mariko Tamaki (s)    |                 | Reprodukt         |
| 2018     | Les Cahiers d'Esther (Esthers Tagebücher)                            | Riad Sattouf                               |                 | Reprodukt         |
| 2020     | Moi, ce que j'aime, c'est les monstres (Am liebsten mag ich Monster) | Emil Ferris                                |                 | Panini Comics     |
| 2022     | Dragman                                                              | Steven Appleby                             |                 | Schaltzeit Verlag |
| 2024     | Écoute, jolie Marcia (Hör nur, schöne Márcia)                        | Marcello Quintanilha                       |                 | Reprodukt         |

### Meilleure bande dessinée pour enfants
Ce prix récompense une bande dessinée pour enfants ou adolescents. De 1993 à 2010, il constitua la catégorie « Pour enfants et adolescents » (Für Kinder und Jugendliche) du prix de la meilleure publication de bande dessinée. Depuis 2012, c'est un prix à part entière dénommé « Bester Comic für Kinder ».
| Année    | Titre (titre allemand)                                                               | Auteur(s)                             | Pays                  | Maison d'édition |
| -------- | ------------------------------------------------------------------------------------ | ------------------------------------- | --------------------- | ---------------- |
| 1993     | Jimmy Boy                                                                            | Dominique David                       |                       | Carlsen          |
| 1994     | La Soupe de la pleine lune (Voll Mond Suppe)                                         | Alastair Graham                       |                       | Bertelsmann      |
| 1996     | John Chatterton détective (Detektiv John Chatterton)                                 | Yvan Pommaux                          |                       | Moritz           |
| 1998     | Illustrierte Kinderklassiker                                                         | Miguelanxo Prado                      |                       | Ehapa            |
| 1998     | Illustrierte Kinderklassiker                                                         | Mazan                                 |                       | Ehapa            |
| 1998     | Illustrierte Kinderklassiker                                                         | Will Eisner                           |                       | Ehapa            |
| 2000     | Le Vent dans les saules (Der Wind in den Weiden)                                     | Michel Plessix                        |                       | Carlsen          |
| 2002 (E) | Doktor Dodo schreibt ein Buch                                                        | Ole Könnecke                          |                       | Carlsen          |
| 2002 (A) | C'est la vie (Wie im richtigen Leben: Herzstolpern)                                  | Carlos Trillo (scénario)              |                       | Schwarzer Klecks |
| 2002 (A) | C'est la vie (Wie im richtigen Leben: Herzstolpern)                                  | Laura Scarpa (dessin)                 |                       | Schwarzer Klecks |
| 2004     | W.I.T.C.H.                                                                           | Elisabetta Gnone                      | Egmont Ehapa          |                  |
| 2006     | Jónas Blondal                                                                        | Jens F. Ehrenreich                    |                       | Epsilon          |
| 2008     | Le 35 mai (Der 35. Mai)                                                              | Isabel Kreitz (d'après Erich Kästner) | Cecilie Dressler (de) |                  |
| 2010     | Choisis quelque chose, mais dépêche-toi ! (Such dir was aus, aber beeil dich!)       | Nadia Budde                           | S. Fischer            |                  |
| 2012     | Boucle d'or et les Sept Ours nains (Das tapfere Prinzlein und die sieben Zwergbären) | Émile Bravo                           |                       | Carlsen          |
| 2014     | Hilda et le Géant de minuit (Hilda und der Mitternachtsriese)                        | Luke Pearson                          |                       | Reprodukt        |
| 2016     | Kiste                                                                                | Uwe Heidschötter (dessin)             |                       | Reprodukt        |
| 2016     | Kiste                                                                                | Patrick Wirbeleit (scénario)          |                       | Reprodukt        |
| 2018     | Die drei ??? : Das Dorf der Teufel                                                   | Christopher Tauber (dessin)           | Kosmos                |                  |
| 2018     | Die drei ??? : Das Dorf der Teufel                                                   | John Beckmann (scénario)              | Kosmos                |                  |
| 2018     | Die drei ??? : Das Dorf der Teufel                                                   | Ivar Leon Menger (scénario)           | Kosmos                |                  |
| 2020     | Manno!                                                                               | Anke Kuhl                             | Klett Kinderbuch      |                  |
| 2022     | Voyage de malade (Trip mit Tropf)                                                    | Josephine Mark                        | Kibitz Verlag (de)    |                  |
| 2024     | Boris, Babette et tous les squelettes (Boris, Babette und lauter Skelette (de))      | Tanja Esch                            | Kibitz Verlag (de)    |                  |

### Meilleure publication de littérature secondaire
Ce prix qui constituait la catégorie « Littérature secondaire » (Sekundärliteratur) du prix de la meilleure publication de bande dessinée en langue allemande a été remis quatre fois entre 1993 et 2002.
| Année | Titre original (titre allemand si différent)                 | Auteur(s)            | Pays   | Maison d'édition |
| ----- | ------------------------------------------------------------ | -------------------- | ------ | ---------------- |
| 1993  | Mœbius. Entretiens avec Numa Sadoul (Das grosse Moebius-Buch | Numa Sadoul          |        | Carlsen          |
| 1996  | 100 Years of Comic Strips (100 Jahre Comic-Strips)           | Bill Blackbeard      |        | Carlsen          |
| 2000  | Die deutschsprachige Comic-Fachpresse                        | Eckart Sackmann      |        | comicplus+       |
| 2002  | Reddition (de). Zeitschrift für Graphische Literatur         | Volker Hamann (dir.) | Alfons |                  |

### Prix du meilleur scénariste international
Ce prix, nommé « Bester internationaler Szenarist » en allemand, récompense un scénariste de bande dessinée ou un auteur aux scénarios particulièrement remarquables.
| Année | Auteur          | Pays | Dates     |
| ----- | --------------- | ---- | --------- |
| 1994  | Jean Van Hamme  |      | 1939-     |
| 1996  | Pierre Christin |      | 1938-     |
| 1998  | Neil Gaiman     |      | 1960-     |
| 2000  | Alan Moore      |      | 1953-     |
| 2002  | Frank Giroud    |      | 1956-2018 |
| 2004  | Joann Sfar      |      | 1971-     |
| 2006  | Max Goldt       |      | 1958-     |
| 2008  | Olivier Ka      |      | 1967-     |

### Meilleure publication étudiante
Ce prix récompense une publication édudiante. De 2008 à 2010, il constitua la catégorie « studentische Publikation » (studentische Publikation ) du prix de la meilleure publication de bande dessinée. Depuis 2012, c'est un prix à part entière dénommé « Beste studentische Publikation »
| Année | Titre                  | Auteurs ou institution d'origine                      |
| ----- | ---------------------- | ----------------------------------------------------- |
| 2008  | Zu Hause bei plus plus | PlusPlus (Männedorf)                                  |
| 2010  | Strichnin              | Université d'Augsbourg                                |
| 2012  | Ampel Magazin          | École d'art et de design de la Haute École de Lucerne |
| 2014  | Triebwerk              | École des Beaux-Arts de Cassel                        |
| 2016  | Wunderfitz             | Münster School of Design                              |
| 2018  | Paradies               | École supérieure des Beaux-Arts de la Sarre           |

### Prix du public
Ce prix, nommé « Publikumspreis » en allemand, récompense un album après vote du public.
| Année | Auteur                                     | Titre                                                                  | Maison d'édition   |
| ----- | ------------------------------------------ | ---------------------------------------------------------------------- | ------------------ |
| 2010  | Ulli Lust                                  | Trop n'est pas assez (Heute ist der letzte Tag vom Rest deines Lebens) | avant-verlag       |
| 2012  | Daniela Winkler                            | Grablicht                                                              | Droemer Knaur      |
| 2014  | Marvin Clifford (de)                       | Schisslaweng                                                           | Webcomic           |
| 2016  | Mikiko Ponczeck (de)                       | Crash 'n' Burn                                                         | Tokyopop           |
| 2018  | Oliver Mielke (de) (s) et Hannes Radke (d) | NiGuNeGu                                                               | Pyramond           |
| 2020  | Tobias Vogal (de)                          | Schweres Geknitter                                                     | Lappan             |
| 2022  | Daniela Schreiter (de)                     | Lisa und Lio                                                           | Panini Comics      |
| 2024  | Joscha Sauer (de)                          | Nichtlustig : Cartoons 2022–2024                                       | Nichtlustig Verlag |

### Meilleure premier album en langue allemande
Ce prix, nommé « Bestes deutschsprachiges Comic-Debüt » en allemand, récompense un auteur germanophone pour un premier album.
| Année | Auteur             | Titre                                           | Maison d'édition |
| ----- | ------------------ | ----------------------------------------------- | ---------------- |
| 2020  | Julia Bernhard     | Wie gut, dass wir darüber geredet haben         | avant-verlag     |
| 2024  | Tobias Aeschbacher | On va tous crever (Der Letzte löscht das Licht) | Helvetiq Verlag  |

### Meilleure bande dessinée documentaire
Ce prix, nommé « Bester Sachcomic » en allemand, récompense l'auteur d'une bande dessinée documentaire.
| Année | Auteur               | Titre                                               | Maison d'édition |
| ----- | -------------------- | --------------------------------------------------- | ---------------- |
| 2022  | Liv Strömquist ()    | Dans le palais des miroirs (Im Spiegelsaal)         | avant-verlag     |
| 2024  | Kate Charlesworth () | A Pink Story : Mon manuel LGBTQI+ (United Queerdom) | Carlsen Verlag   |